# 1318 w polityce
Wydarzenia polityczne w 1318 roku.

## Wydarzenia
- Wobec buntu poddanych król Szwecji Birger I Magnusson ucieka do Danii[1].
- 20-23 czerwca 1318 zjazd (wiec) w Sulejowie, na którym polscy możni wysłali prośbę do papieża o zgodę na koronację Władysława Łokietka[2][3].